# Gerald Bull
Gerald Vincent Bull (* 9. März 1928 in Ontario, Kanada; † 22. März 1990 in Brüssel, Belgien) war ein kanadischer Ingenieur, der durch seine Forschung an Artilleriegeschützen bekannt wurde.

## Leben

### Erste Forschungen
Gerald Bull schloss 1951 sein Studium erfolgreich ab und graduierte im selben Jahr an der Universität von Toronto. Er verbrachte die 1950er Jahre in Kanada und forschte an der Überschallaerodynamik von Raketen. Man hatte zu dieser Zeit sehr spärliche Kenntnisse über das Flugverhalten von Flugzeugen und Raketen im Überschallbereich. Überschallwindkanäle waren noch in der Entwicklung und brachten nicht die erforderliche Leistung.

### Überschallflug
Bull ging dieses Problem von einer anderen Seite her an. Anstatt Wind mit Überschallgeschwindigkeit an einem stehenden Raketenmodell vorbeizuführen, schoss er maßstabsgerechte Modelle mit Überschallgeschwindigkeit entlang einer Teststrecke. Das Flugverhalten wurde mit Hochgeschwindigkeitskameras gefilmt und anschließend ausgewertet. Er benutzte hierzu Marinekanonen vom Kaliber 40,6 cm. Die Raketen und Flugzeugmodelle wurden von hölzernen, mehrfach in Längsrichtung geteilten Treibspiegeln getragen, die den Raum zwischen Modell und Innenwand der Kanone abdichteten. Sie wurden nach Verlassen des Rohres abgeworfen und das Modell flog im Überschallflug die Teststrecke entlang.
Da der Überschallbereich bereits bei mehr als rund 350 m/s beginnt (die normale Mündungsgeschwindigkeit der Marinekanonen lag bei etwa 820 m/s) und die Modelle mit Treibspiegel (55–85 kg) nur einen Bruchteil des Gewichts einer Granate (1000–1200 kg) hatten, waren keine weiteren Umbaumaßnahmen am Geschützrohr erforderlich. Kostengünstiger konnte kein Überschallwindkanal arbeiten.
Allerdings war diese Methode mit zwei Nachteilen gegenüber Höhenforschungsraketen verbunden: Erstens war die Messzeit auf wenige Sekunden beschränkt, zweitens und schwerwiegender gab es wegen der starken Beschleunigung und des geringen Volumens starke Limitierungen bei der Instrumentierung der Versuchskörper. Aus diesem Grund wurden die Tests und damit auch die Fördergelder Mitte der 1950er Jahre eingestellt. Zudem war man nun in der Lage, in Überschallwindkanälen das Flugverhalten von Jets und Raketen ausführlich zu testen.

### Hoch hinaus mit HARP

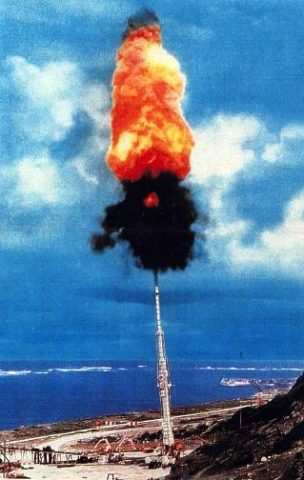
Abschuss der HARP-Kanone

Anschließend arbeitete er an einem Projekt, um Satelliten mit riesigen Kanonen in den Orbit zu schießen. Für dieses High Altitude Research Project errichtete man auf der Karibikinsel Barbados ein Testzentrum. Zu Beginn der Versuche herrschte Geldknappheit, denn zur gleichen Zeit forschte Wernher von Braun mit hohem Budget an ballistischen Raketen.
Bull benötigte leistungsstarke Kanonen, um mit seinen Geschossen auch nur annähernd in die Nähe des Orbits zu gelangen. So stellte er ab 1960 Versuche mit ausgemusterten Marinekanonen 40,6 cm L/50 Mk. 7 der U.S. Navy an, die ein Kaliber von 40,6 cm (16 Zoll), 20 Meter Rohrlänge und ein Gewicht von 125 Tonnen hatten. Er verlängerte die Läufe auf 36 Meter, entwickelte Spezialgeschosse (Martlets) von nur 84 kg Gewicht, bzw. bis 210 kg bei der Martlet 2 (die Original-Geschosse wogen rund 1200 kg), und verbesserte die Treibladungspulver.
Man erreichte damit eine Mündungsgeschwindigkeit von 3600 m/s, gegenüber etwa 825 m/s der Originalgeschosse. Mit der Kanone wurde fast senkrecht nach oben geschossen, mit leicht östlicher Richtung auf das Meer hinaus. Die erreichte Schusshöhe betrug schließlich 100 Kilometer. Diese Steigerung der Geschützleistung gegenüber der Originaltechnik wurde von Bull mit nur 10 Mio. Dollar erreicht – im Vergleich zur Raketenentwicklung ein sehr kleines Budget.
Die erreichten Geschwindigkeiten waren jedoch zu gering, um einen Orbit zu ermöglichen, denn hierfür ist die erste kosmische Geschwindigkeit von 7900 m/s notwendig, weswegen geplante, aber nie umgesetzte spätere Martlets (Base-Bleed-artige Geschosse) mit Raketenstufe nötig gewesen wären.

### Geschütze für Südafrika, Jugoslawien und Irak

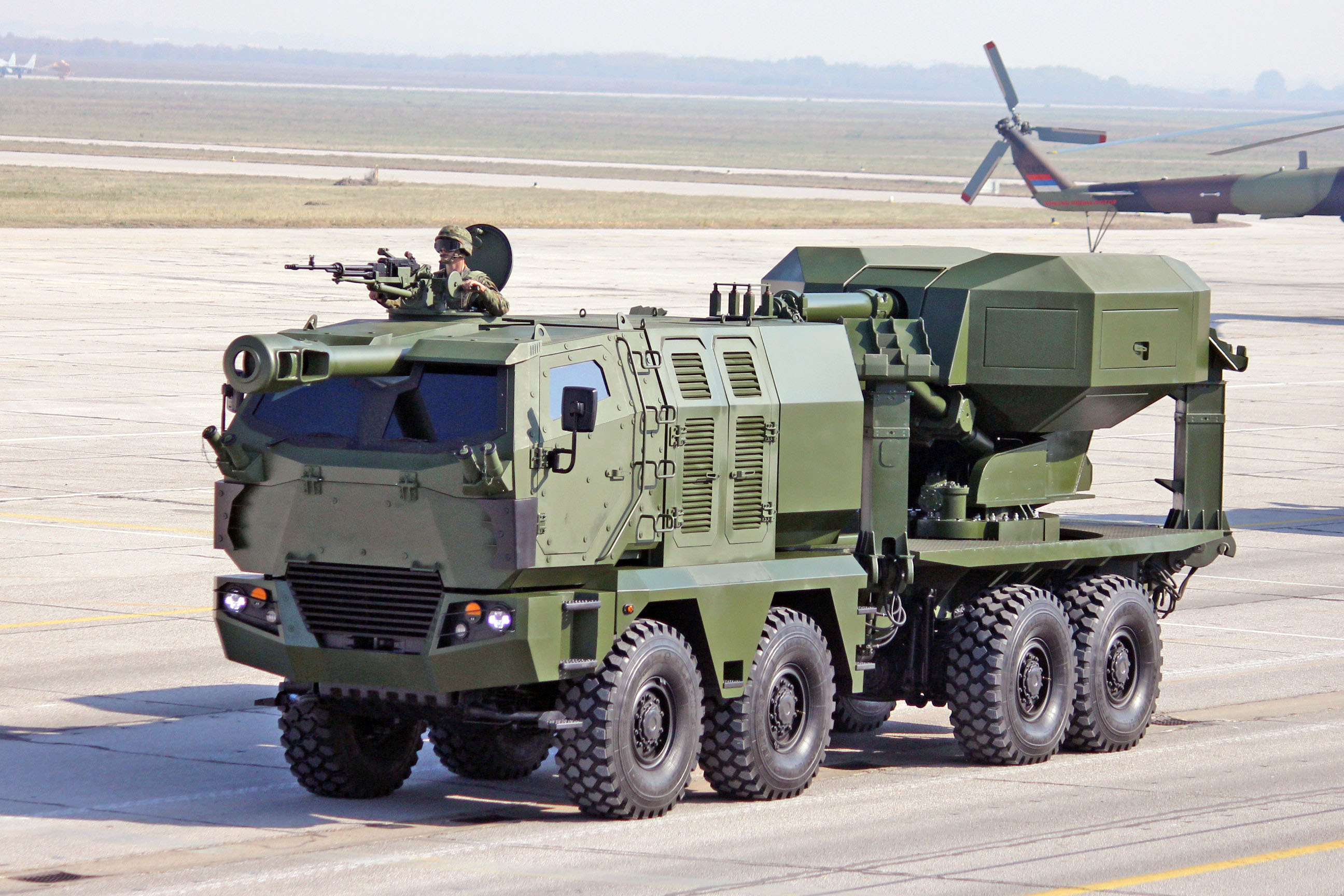
Die Waffenanlage der jugoslawischen Nora B-52 wurde ab 1983 in Zusammenarbeit von Bulls kanadischer Firma SRC und jugoslawischen Waffenproduzenten entwickelt. Die SRC lizenzierte ebenso die Produktion von ERFB-Geschossen.

Nachdem die Vereinigten Staaten und Kanada die finanzielle Unterstützung für das HARP-Projekt einstellten, gründete Gerald Bull Anfang der 1970er Jahre in Québec die Space Research Corporation. Mit dieser Firma wollte Gerald Bull ein 155-mm-Artilleriegeschütz entwickeln, welches über eine bis dahin unerreichte Schussweite verfügen sollte. Im Jahr 1975 begann er dort mit der Entwicklung der GC-45. Dazu untersuchten die Entwickler die deutsche 21-cm-Kanone 12 (E) aus dem Zweiten Weltkrieg. Insbesondere analysierten sie die verwendeten Geschosse und deren Flugbahnen. Daraus resultierte für die Entwickler, dass mit einer Kombination aus einem langen Geschützrohr und aerodynamisch optimal geformten Geschossen, welche mit einer hohen Mündungsgeschwindigkeit verschossen werden, sich sehr große Schussdistanzen erzielen ließen. Bei der Konstruktion des ersten Prototypen griffen die Entwickler auf vorhandene Komponenten von Artilleriegeschützen zurück. Daraus wurde ein Geschütz mit einem Geschützrohr mit 45 Kaliberlängen (L/45) sowie einer Verschlusskammer mit einem Volumen von 23 Litern konstruiert. Im Jahr 1978 war der erste Prototyp erstellt. Im selben Jahr gründete Gerald Bull die Space Research Corporation International in Belgien. Dort wurde zusammen mit Poudreries réunies de Belgique (PRB) für das neue Geschütz eine neue Munitionsfamilie von reichweitegesteigerten Extended-Range-Full-Bore-Geschossen (ERFB) entwickelt und produziert. Das GC-45-Geschütz erzielte mit ERFB-HB-Geschossen, welche eine Mündungsgeschwindigkeit von 897 m/s erreichten, eine Schussdistanz von rund 30 km. Mit dem reichweitegesteigerten ERFB-BB-Geschoss (mit Base-Bleed) lag die maximale Schussdistanz bei rund 39 km. Im Vergleich zu damaligen westlichen 155-mm-Haubitzen, welche Schussdistanzen von rund 28 km erreichten, war dies eine Steigerung um fast 40 %.
An diesem neuen Geschütz waren verschiedene Länder interessiert; China, Israel, Singapur und auch Südafrika, das wegen seiner Apartheidspolitik mit einem UN-Waffenembargo belegt war. Unter Umgehung des Waffenembargos entwickelte Gerald Bull für Südafrika die auf der GC-45 basierende Haubitze G5. Wegen Waffenschmuggels nach Südafrika wurde Bull – seine Firma hatte eine Niederlassung in den USA – 1980 zu 6 Monaten Haft durch ein Gericht in Vermont verurteilt. Die G5-Haubitzen kamen 1983 bei Gefechten der südafrikanischen Armee im Krieg gegen Angola und die SWAPO in Angola zum Einsatz.
Etwa zur selben Zeit erfolgte von Gerald Bull ein Technologietransfer an verschiedene andere Firmen und die GC-45 diente dort als Ausgangsmodell für weitere Geschützentwürfe. So basieren die Geschütze Soltam-845P aus Israel, WAC-21 (PLL01) aus der Volksrepublik China, FGH-155/45 aus Spanien, FH-88 aus Singapur, T196 aus Taiwan sowie das M46/84 aus Jugoslawien auf dem Entwurf der GC-45. In Jugoslawien und dem späteren Serbien wurde letztgenannte zur Nora B-52B mit 52 Kaliberlängen weiterentwickelt. Bull's Firma SRC hatte seit 1983 mit jugoslawischen Waffenproduzenten zusammengearbeitet. Hieraus wurde die sowjetische 130-mm-Kanone M-46 zur 155-mm-Kanone M45 (später M52) konvertiert. Weiter erhielt Jugoslawien zwei Geschosse der Typen ERFB-BT und ERFB-BB sowie die lizenzierte Dokumentation von SRC. Bull's Firma lizenzierte den Jugoslawen ebenso das neue Treibladungspulver. Im Vergleich zum Vorgänger erreichte man mit der neuen, von Anastas Paligorić entwickelten Haubitze um 45 % höhere Reichweiten.
Nachdem Gerald Bull wegen Verletzung des UN-Waffenembargos gegen Südafrika angeklagt worden war, musste er seine Firma SRC schließen. Nach dem Erlöschen von SRC wurde die Produktion der GC-45-Geschütze zu VÖEST (später Noricum) in Österreich verlegt. Dort erfuhren die Geschütze weitere Anpassungen und wurden unter der Bezeichnung GHN-45 für den Export gebaut. Diese Geschütze wurden während des Ersten Golfkriegs zusammen mit G5-Geschützen aus Südafrika an die beiden Kriegsparteien Iran und Irak geliefert. Aufgrund des bestehenden Waffenembargos führte dies in Österreich zum Noricum-Skandal.

### Projekt Babylon

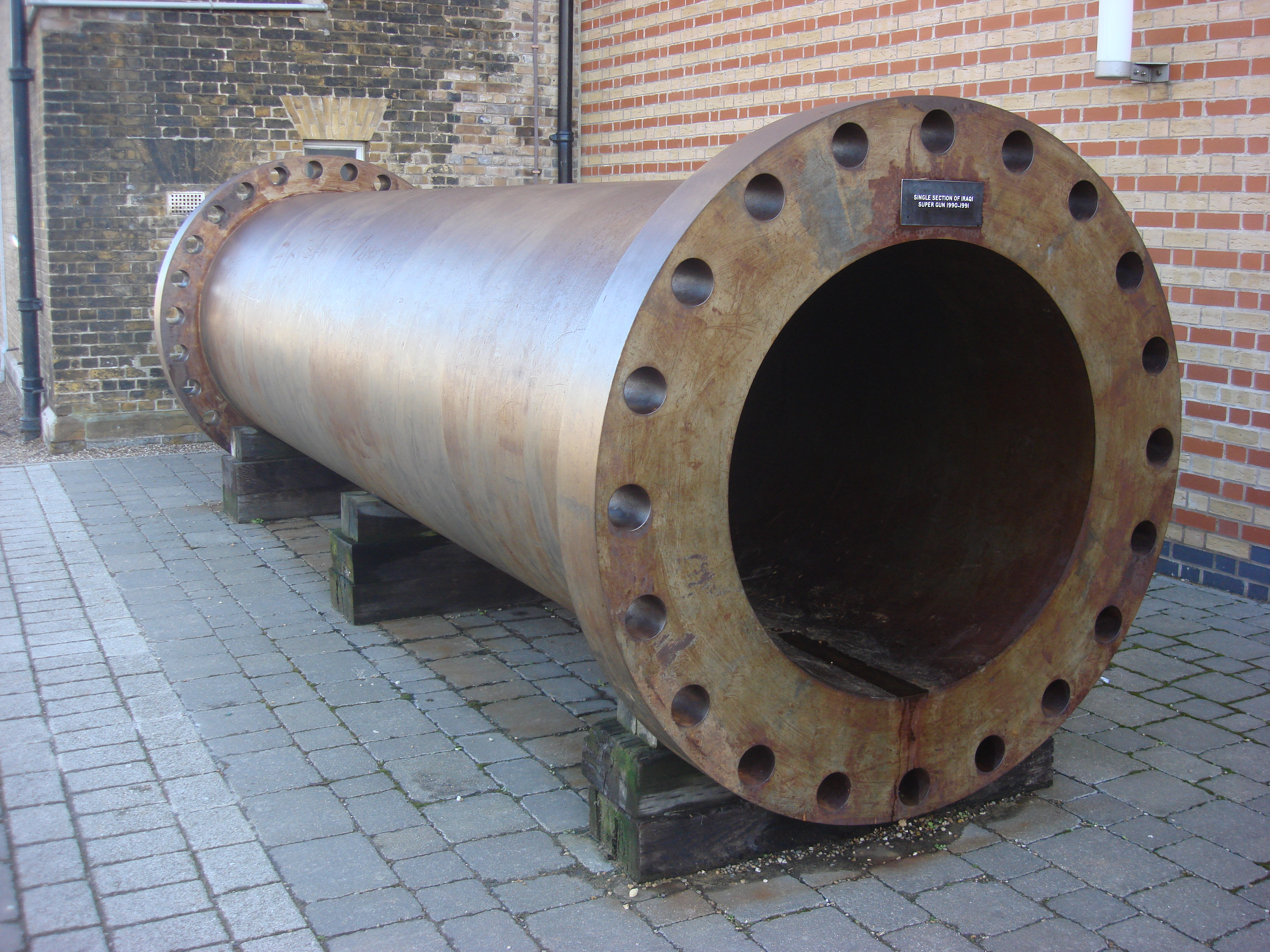
Sichergestellte Komponente des Projekts Babylon

Anfang 1988 nahm Bull Kontakt auf mit dem irakischen Minister des Ministeriums für Industrie und militärische Industrialisierung, General Hussein Kamel. Er bot dem Irak eine Superkanone an, der Saddam Hussein nicht abgeneigt war. Sie sollte in der Lage sein, auch Israel zu erreichen. Mehrere „Superkanonen“ wurden unter dem Projekt Babylon geplant und ein Geschütz tatsächlich zur Einsatzreife gebracht.
Anfang 1990 vereitelte der britische Geheimdienst Secret Intelligence Service weitere Lieferungen für die „Supergun“ mit dem Kaliber 1000 mm, die zumindest nach Presseberichten Ladungen bis zu 600 kg in eine Umlaufbahn (Orbit) oder einen Sprengkopf über Distanzen bis 1000 km befördern konnte.
Laut Aussage des irakischen Generals Hussein Kamel sollte die Waffe verwendet werden, um feindliche Satelliten lahmzulegen:

“It was meant for long-range attack and also to blind spy satellites. Our scientists were seriously working on that. It was designed to explode a shell in space that would have sprayed a sticky material on the satellite and blinded it.”

„Es war für Angriffe auf große Entfernung und für die Blendung von Spionagesatelliten ausgelegt. Unsere Wissenschaftler haben tatsächlich daran gearbeitet. Es wurde so entworfen, dass eine Granate im All explodieren und ein haftendes Material auf den Satelliten versprühen sollte, um ihn zu blenden.“

### Ermordung
Am 22. März 1990 wurde Bull vor der Tür seiner Wohnung in Brüssel von einem Kommando des israelischen Geheimdienstes Mossad mit fünf Schüssen in Kopf und Rücken getötet.
Acht Wochen nach Bulls Ermordung verhinderte der britische Zoll den Export der letzten benötigten Rohrelemente von England in den Irak. Nach dem Zweiten Golfkrieg 1991 wurden die noch unvollständigen Geschütze von den Koalitionsstreitkräften demontiert.

## Mediale Verwertung
Die Vorgänge von Projekt Babylon wurden in dem Kinofilm Doomsday Gun von 1994 verfilmt, mit Frank Langella in der Hauptrolle als Gerald Bull, sowie Kevin Spacey, Alan Arkin, und Clive Owen in Nebenrollen. Die Vorgänge bilden auch den Hintergrund des Romans Die Faust Gottes von Frederick Forsyth. Des Weiteren verarbeitete David Michaels in seinem Roman Babylon Phoenix, der auf der Spielereihe Splinter Cell aufbaut, Details des Projektes zu einer fiktiven Geschichte.
Im Kriminalroman „Totes Laub“ der kanadischen Autorin Louise Penny sind die Hintergründe des Projekts Babylon der Haupt-Handlungsstrang in zwei Mordfällen.